# Eupithecia sebdouensis
Eupithecia sebdouensis là một loài bướm đêm trong họ Geometridae.